# ریورتون (کانزاس)
ریورتون (به انگلیسی: Riverton) شهری در ایالت کانزاس کشور ایالات متحده آمریکا است که جمعیت آن در سرشماری سال ۲۰۱۰ میلادی، ۹۲۹ نفر بوده‌است.

## نگارخانه

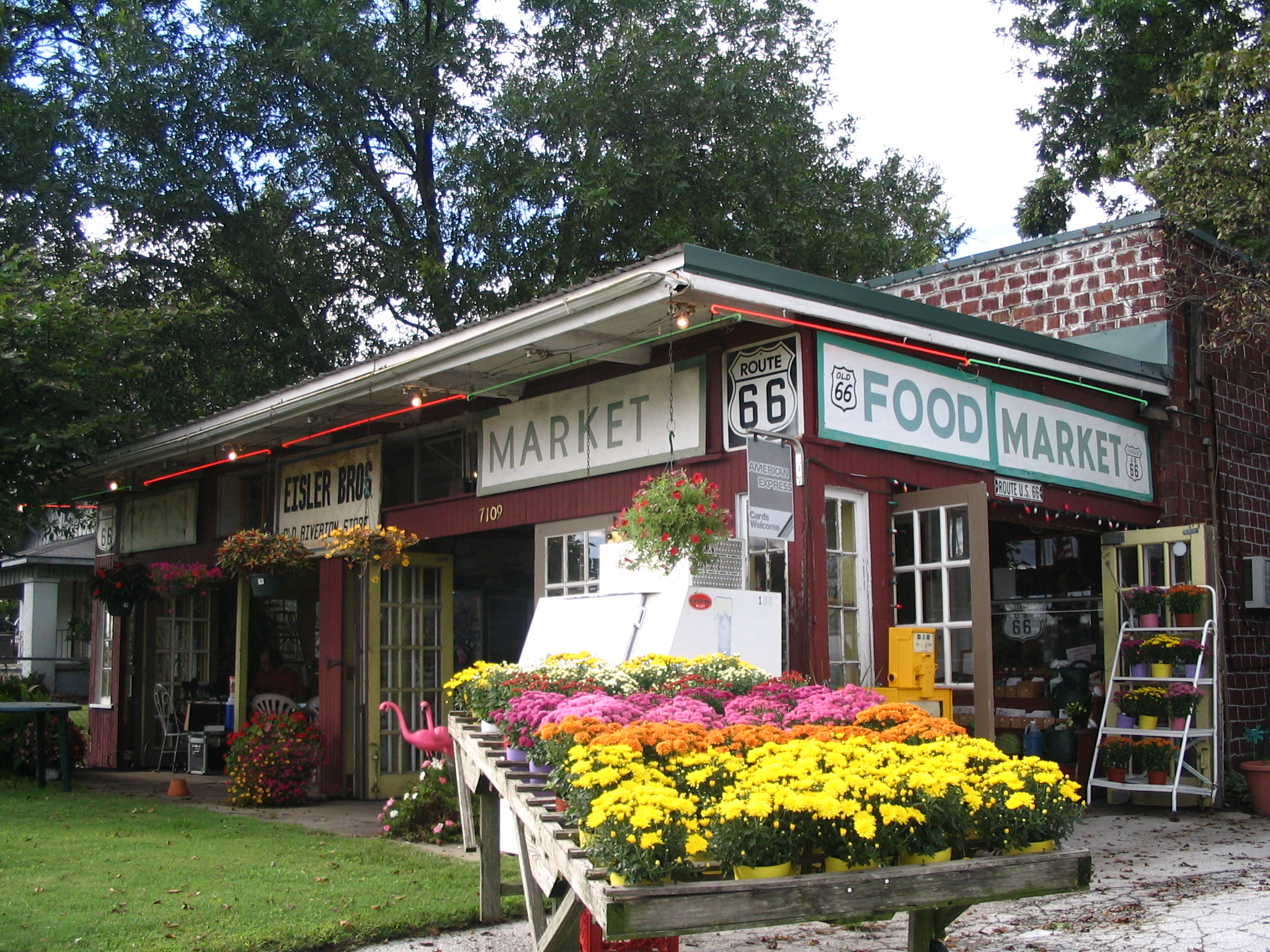
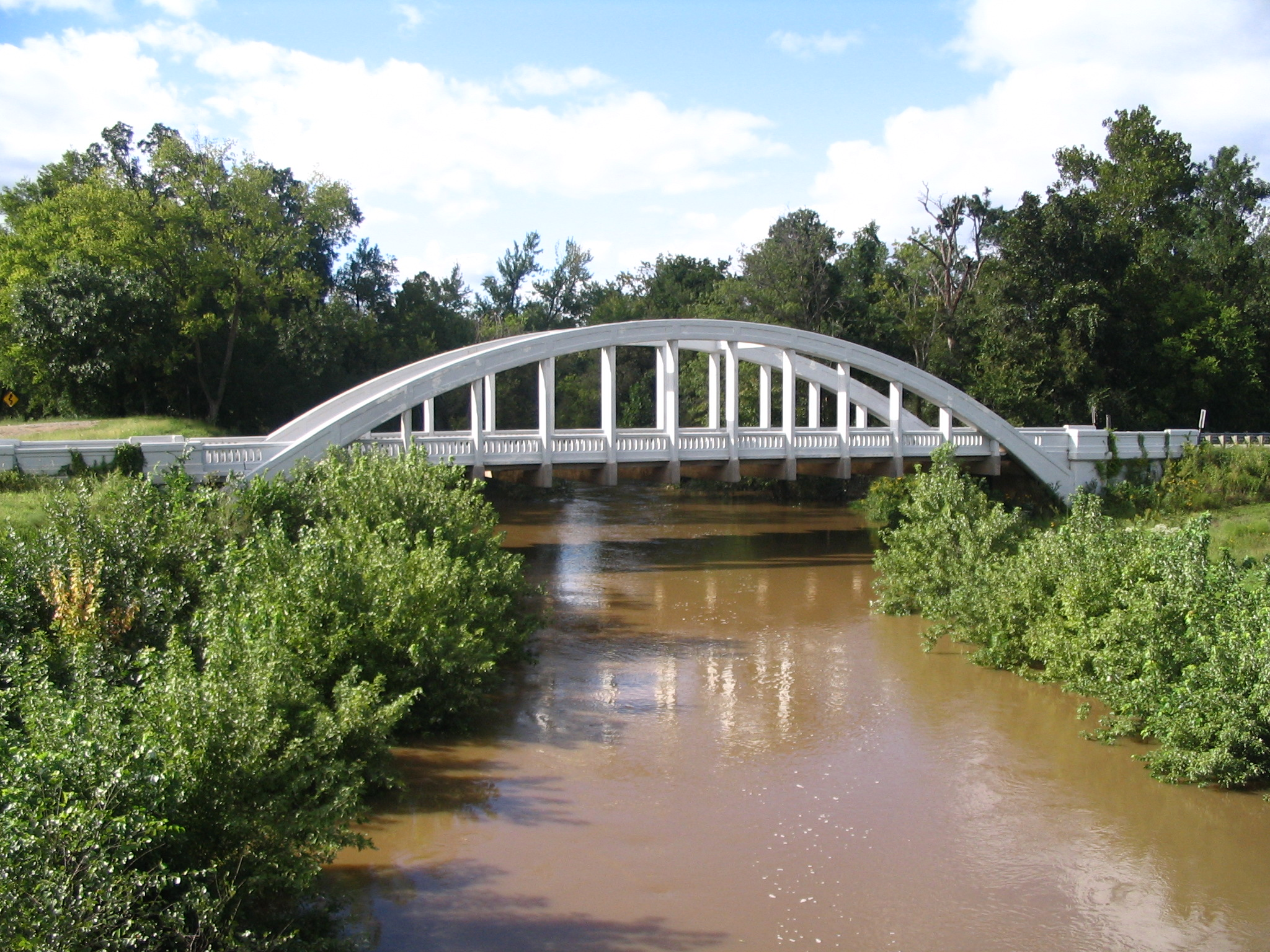